# 白薇秀
白薇秀（英語：Joanne Peh，1983年4月25日—），新加坡女演員，出生于新加坡，曾是新传媒旗下經紀合約女藝人，2017年成为新传媒旗下头部合约女艺人。在2002年新加坡環球小姐比賽中贏得“最高貴小姐”和“最具性格小姐”榮銜後，被新傳媒力捧而加入，是新传媒七公主之一，亦是新传媒阿姐之一。

## 个人背景

### 学历
- 毕业于南洋理工大學大眾傳播系

### 感情生活
白薇秀前男友为新加坡英文电台DJ，Bobby Tonelli。Bobby出生于美国，与白薇秀交往多年，后两人分手收场。
2014年，白薇秀与新传媒的中國籍艺人戚玉武结为夫妻。2015年7月，白薇秀产下一女，Baby Qi。2018年4月22日，白薇秀产下一子，Qididi。

## 演艺生涯

### 出道前
毕业于南洋理工大学大众传播系后，薇秀参加新加坡环球小姐比赛，并在比赛中赢得“最高贵小姐”和“最具性格小姐”荣衔。

### 2002年: 出道、首部电视剧《九层糕》
白薇秀被新传媒力捧而加入，并演出时装剧《九层糕》，开始了演艺生涯。

### 2008年至2009年：出演电视剧《小娘惹》，并荣获首座最佳女主角奖
2008年，白薇秀在华语电视剧《小娘惹》里，饰演一名清秀可人的娘惹。凭着甜美的形象，获得公众不俗的反响，薇秀荣获第15届红星大奖2009最佳女主角奖，并获得第三座十大最受欢迎女艺人奖。

### 2010年至2013年：十大最受欢迎女艺人、提名以及再次榮獲最佳女主角獎
2010年，于第17届红星大奖2010榮獲媒体最喜爱女艺人、十大最受欢迎女艺人獎項。
2011年，出演电视剧《想握你的手》飾演吴有情／刘金莲，入圍第17届红星大奖2011最佳女主角。同年，榮獲最佳资讯节目主持人以及十大最受欢迎女艺人的獎項。
2012年，主演電視劇《乐在双城》飾演潘乐瑶，榮獲第18届红星大奖2012最佳女主角獎，為第二座最佳女主角獎。同年，榮獲第六座十大最受欢迎女艺人獎項。
2013年，出演電視劇《再见单人床》飾演张秋雪，入圍第19届红星大奖2013最佳女主角。同年，榮獲第七座十大最受欢迎女艺人獎項。

### 2014年至2016年：以電視劇《信约：动荡的年代》榮獲最佳女配角
2014年，出演電視劇《警徽天职3》飾演廖心怡。並於隔年，入圍第21届红星大奖2015最佳女主角。2014年，出演電視劇《信约：动荡的年代》飾演张蕙娘，並於2015年榮獲第21届红星大奖2015最佳女配角，以及榮獲第九座十大最受欢迎女艺人獎項。

### 2017年至2021年: 成为超级红星、新传媒旗下头部合约女艺人
2017年，已获得十次红星大奖十大最受欢迎艺人，因此在2017年获颁红星大奖“超级红星奖”。同年，转签新传媒头部合约。

### 2022年至今：出演电视剧《触心罪探》
2022年，出演新传媒电视剧《触心罪探》，并担任女主角。继《心点心》后时隔2年再度接拍华语剧。

## 影视作品

### 8频道电视剧
| 年份   | 劇名                           | 角色            | 備註     |
| ------ | ------------------------------ | --------------- | -------- |
| 2002年 | 《九層糕》                     | 何葳            |          |
| 2003年 | 《諾基亞多媒體矩迷你劇-愛情》  |                 |          |
| 2004年 | 《心網追兇》                   |                 |          |
| 2004年 | 《我愛我家》                   |                 |          |
| 2004年 | 《非一般媽媽》                 |                 |          |
| 2005年 | 《活下去》                     | 朱曉非          |          |
| 2005年 | 《夢在手裡》                   | 姚思琦          |          |
| 2006年 | 《讓愛自郵》                   | 喬珊            |          |
| 2007年 | 《凡間新仙人》                 | 王天琴 / 织女   |          |
| 2007年 | 《奇蹟》                       |                 |          |
| 2007年 | 《追夢人生之四人組》           |                 |          |
| 2007年 | 《愛.特別的你》                |                 |          |
| 2007年 | 《寶貝父女兵》                 | 戴純純          |          |
| 2007年 | 《黃金路》                     | 黃凱琪          |          |
| 2008年 | 《謎圖》                       |                 |          |
| 2008年 | 《球愛大戰》                   | 劉風Rainie      |          |
| 2008年 | 《小娘惹》                     | 黃玉珠          | 主演     |
| 2009年 | 《想握你的手》                 | 吳有情 / 刘金莲 |          |
| 2010年 | 《皇帽瑞狮喜迎虎电视电影系列》 |                 |          |
| 2010年 | 《等一等爱情》                 |                 |          |
| 2011年 | 《樂在雙城》                   | 潘樂瑤          |          |
| 2011年 | 《警徽天職》                   | 廖心怡          | 主演     |
| 2011年 | 《星洲之夜》                   | 于紅            | 主演     |
| 2012年 | 《再見單人床》                 | 張秋雪          | 主演     |
| 2012年 | 《Code of Law》                | Sabrina Wong    |          |
| 2013年 | 《警徽天職2》                  | 廖心怡          |          |
| 2013年 | 《愛情風險》                   | 辛思思          |          |
| 2013年 | 《信约：唐山到南洋》           | 张蕙娘          | 主演     |
| 2014年 | 《Code of Law II》             | Sabrina Wong    |          |
| 2014年 | 《警徽天職3》                  | 廖心怡          |          |
| 2014年 | 《信约：动荡的年代》           | 张蕙娘          | 特别主演 |
| 2015年 | 《Code of Law III》            | Sabrina Wong    |          |
| 2015年 | 《心迷》                       | 赵安妮          |          |
| 2017年 | 《梦想程式》                   | 钟雅芸          |          |
| 2018年 | 《西瓜甜不甜》                 | 潘泽家          | 主演     |
| 2019年 | 《心點心》                     | 梁娜拉          | 主演     |
| 2019年 | 《Last Madame》                | Feng Lan        | 主演     |
| 2021年 | 《触心罪探》                   | 邱凯乐          | 主演     |
| 2023年 | 《SHERO》                      | 张尹晨          | 主演     |

## 主持作品

### 电视节目
- 2002年
  - 普威之夜
  - 城人雜誌
- 2003年
  - 三羊開泰迎豐年農曆新年特別
  - 贏萬金遊萬里歡樂週末夜Weekend Delight
- 2004
  - 靈猴獻寶賀新春農曆新年特別
  - 全情真愛滿童心兒童醫療基金，慈善展
- 2005年
  - 高的生活
  - 總統星光慈善2005
- 2006年
  - 明燈相映真善美 特別衛塞節
- 2009年
  - 當公主遇上王子
- 2010
  - 仁心侠旅
- 2012年
  - 哈日时尚风
  - Celebrate 2013
- 2013年
  - TV50 Countdown
- 2015年
  - 宝贝事儿一箩箩
- 2020年
  - 旅行的意忆
- 2022年
  - 谁是带货王
- 2023年
  - 空中访民情

## 獎項纪录

### 演技獎項
| 年份 | 頒獎典禮            | 獎項                | 劇集                 | 角色           | 結果 |
| ---- | ------------------- | ------------------- | -------------------- | -------------- | ---- |
| 2007 | 第14屆 紅星大獎2007 | 最佳女主角          | 《寶貝父女兵》       | 戴純純         | 提名 |
| 2009 | 第15屆 紅星大獎2009 | 最佳女主角          | 《小娘惹》           | 黃玉珠         | 獲獎 |
| 2011 | 第17屆 紅星大獎2011 | 最佳女主角          | 《想握你的手》       | 吳有情／劉金蓮 | 提名 |
| 2012 | 第18屆 紅星大獎2012 | 最佳女主角          | 《樂在雙城》         | 潘樂瑤         | 獲獎 |
| 2013 | 第19屆 紅星大獎2013 | 最佳女主角          | 《再見單人床》       | 張秋雪         | 提名 |
| 2015 | 第21屆 紅星大獎2015 | 最佳女主角          | 《警徽天职3》        | 廖心怡         | 提名 |
| 2015 | 第21屆 紅星大獎2015 | 最佳女配角          | 《信约：动荡的年代》 | 张蕙娘         | 獲獎 |
| 2019 | 第25屆 紅星大獎2019 | 最佳女主角          | 《西瓜甜不甜》       | 潘泽家         | 提名 |
| 2020 | 第25届 亚洲电视大奖 | 最佳女主角          | Last Madame          | Feng Lan       | 提名 |
| 2020 | 第25届 亚洲电视大奖 | 最佳女主角(Digital) | Last Madame          | Feng Lan       | 獲獎 |
| 2022 | 第27屆 紅星大獎2022 | 最佳女主角          | 《触心罪探》         | 邱凯乐         | 提名 |
| 2024 | 第29届 红星大奖2024 | 最佳女主角          | 《SHERO》            | 张尹晨         | 提名 |

### 主持奖项
| 年份 | 颁奖典礼           | 奖项               | 节目名称 | 结果 |
| ---- | ------------------ | ------------------ | -------- | ---- |
| 2011 | 第17届红星大奖2011 | 最佳资讯节目主持人 | 仁心侠旅 | 獲獎 |

### 网络奖项
| 年份 | 颁奖典礼            | 奖项                                   | 代表作品                     | 结果 | 备注     |
| ---- | ------------------- | -------------------------------------- | ---------------------------- | ---- | -------- |
| 2012 | 第18届 红星大奖2012 | 最喜爱荧幕情侣                         | 唐耀佳 & 廖心怡《警徽天职》  | 提名 | 与戚玉武 |
| 2014 | 第20届 红星大奖2014 | 最喜爱女角色                           | 张蕙娘 《信约：唐山到南洋》  | 提名 |          |
| 2014 | 第20届 红星大奖2014 | 区域最受欢迎新传媒艺人奖（中国）       | 不適用                       | 提名 |          |
| 2014 | 第20届 红星大奖2014 | 区域最受欢迎新传媒艺人奖（马来西亚）   | 不適用                       | 提名 |          |
| 2014 | 第20届 红星大奖2014 | 区域最受欢迎新传媒艺人奖（印度尼西亚） | 不適用                       | 提名 |          |
| 2014 | 第20届 红星大奖2014 | 区域最受欢迎新传媒艺人奖（柬埔寨）     | 不適用                       | 提名 |          |
| 2015 | 第21屆 紅星大獎2015 | 最喜爱荧幕情侣                         | 唐耀佳 & 廖心怡《警徽天职3》 | 提名 | 与戚玉武 |
| 2015 | 第21屆 紅星大獎2015 | 区域最受欢迎新传媒艺人奖（中国）       | 不適用                       | 提名 |          |
| 2015 | 第21屆 紅星大獎2015 | 区域最受欢迎新传媒艺人奖（马来西亚）   | 不適用                       | 提名 |          |
| 2015 | 第21屆 紅星大獎2015 | 区域最受欢迎新传媒艺人奖（印度尼西亚） | 不適用                       | 提名 |          |
| 2015 | 第21屆 紅星大獎2015 | 区域最受欢迎新传媒艺人奖（柬埔寨）     | 不適用                       | 提名 |          |
| 2022 | 第27屆 紅星大獎2022 | 最吸睛女角色                           | 邱凯乐《触心罪探》           | 提名 |          |

### 人气奖项
| 年份 | 颁奖典礼            | 奖项               | 结果 | 备注                     |
| ---- | ------------------- | ------------------ | ---- | ------------------------ |
| 2004 | 第11届 红星大奖2004 | 十大最受欢迎女艺人 | 獲獎 |                          |
| 2005 | 第12届 红星大奖2005 | 十大最受欢迎女艺人 | 獲獎 |                          |
| 2006 | 第13届 红星大奖2006 | 十大最受欢迎女艺人 | 提名 | 入围二十大最受欢迎女艺人 |
| 2007 | 第14届 红星大奖2007 | 十大最受欢迎女艺人 | 提名 | 入围二十大最受欢迎女艺人 |
| 2009 | 第15届 红星大奖2009 | 十大最受欢迎女艺人 | 獲獎 |                          |
| 2010 | 第16届 红星大奖2010 | 十大最受欢迎女艺人 | 獲獎 |                          |
| 2011 | 第17届 红星大奖2011 | 十大最受欢迎女艺人 | 獲獎 |                          |
| 2012 | 第18届 红星大奖2012 | 十大最受欢迎女艺人 | 獲獎 |                          |
| 2013 | 第19届 红星大奖2013 | 十大最受欢迎女艺人 | 獲獎 |                          |
| 2014 | 第20届 红星大奖2014 | 十大最受欢迎女艺人 | 獲獎 |                          |
| 2015 | 第21届 红星大奖2015 | 十大最受欢迎女艺人 | 獲獎 |                          |
| 2016 | 第22届 红星大奖2016 | 十大最受欢迎女艺人 | 獲獎 |                          |
| 2017 | 第23届 红星大奖2017 | 红星大奖超级红星   | 獲獎 |                          |

### 其它獎項
| 年份 | 奖项                                       | 备注 |
| ---- | ------------------------------------------ | ---- |
| 2004 | 第11届 红星大奖2004 - 最受歡迎新人         |      |
| 2006 | 在山頂（第三版）新加坡頂尖人物榜（第三版） |      |
| 2009 | 第15届 红星大奖2009 - 最佳造型獎           |      |
| 2010 | 第16届 红星大奖2010 - 媒體最喜愛女藝人     |      |

## 外部連結
- 白薇秀在互联网电影资料库（IMDb）上的資料（英文）
- 白薇秀的Facebook專頁
- 白薇秀的Instagram帳戶
- 白薇秀_JoannePeh的新浪微博
- Joanne Peh 白薇秀 - xinmsn - 娱乐
- 白薇秀在香港影庫上的簡介
- 白薇秀在豆瓣上的资料（简体中文）
- 白薇秀在时光网上的簡介（简体中文）

| 前任： 林湘萍 | 紅星大獎 最佳女主角 2009年 | 繼任： 陳莉萍 |

| 前任： 瑞 恩 | 红星大奖 最佳女主角 2012年 | 繼任： 瑞 恩 |

| 前任： 林慧玲 | 红星大奖 最佳女配角 2015年 | 繼任： 陈欣淇 |

| 前任： 歐 萱 | 红星大奖 最佳新人 2004年 | 繼任： 劉芷絢 |

1. 1 2  .   [2021-01-27]. （原始内容存档于2021-02-01）.